# Regius Professor of Civil Engineering and Mechanics (Glasgow)

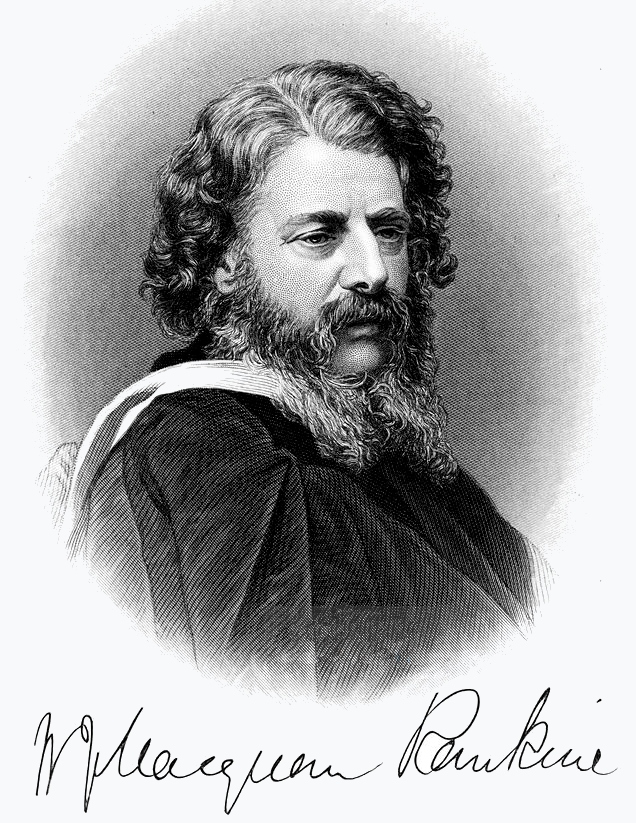
William John Macquorn Rankine: Zweiter Regius Professor und „Vater der schottischen Ingenieurwissenschaften“

Der Regius Professor of Civil Engineering and Mechanics ist eine 1840 von Queen Victoria an der University of Glasgow eingerichtete Regius Professur für Ingenieurwissenschaften. Es war die erste, speziell für Ingenieurwissenschaften eingerichtete Professur im Vereinigten Königreich. Die Stiftung wurde 1872 durch die Erbschaft von Isabella Elder im Gedenken an ihren Ehemann, John Elder, erhöht. Neben dieser Regius Professur existieren drei weitere Professuren für Ingenieurwissenschaften
- den Regius Professor of Engineering (Edinburgh) (gegr. 1868),
- den Regius Professor of Engineering (Cambridge) (gegr. 2011) und
- den Regius Professor of Engineering (Imperial College) (gegr. 2013).

## Geschichte der Professur

### Erweiterte Viktorianische Zeit
Der erste Professor war Lewis Gordon, der nach seinem Studium an der University of Edinburgh weitere Erfahrungen in Frankreich und Deutschland gesammelt hatte. Er hatte einen maßgeblichen Einfluss auf das Fach in Glasgow und arbeitete mit William Thomson, dem späteren Baron Kelvin, an der mechanischen Wirkung von Wärme, mit dessen älteren Bruder James an der Entwicklung von Turbinen. Er verließ die Universität, um sich seinen erfolgreichen geschäftlichen Interessen zu widmen. Sein Nachfolger war sein Assistent Macquorn Rankine.
Rankine erwarb sich den Ruf des "Vaters der Ingenieurwissenschaften" in Schottland. Sein Einfluss auf das Fach erstreckte sich auf Europa, Amerika und Japan. Er war nicht nur als Ingenieur, sondern auch in den grundlegenden wissenschaftlichen Disziplinen ausgebildet. In Zusammenarbeit mit den Werften Glasgows führte Rankine Kurse ein, bei denen Studenten in der studienfreien Zeit praktische Erfahrungen in den Werften sammeln mussten. Nach Rankine übernahm der ältere Bruder von William Thomson, James Thomson, die Professur. Thomson hatte wie seine Vorgänger Naturgeschichte und Ingenieurwissenschaften studiert und hatte praktische Erfahrungen sowie Lehrerfahrung aus Belfast aufzuweisen. Seine bekanntesten Arbeiten betreffen Wasserpumpen und Turbinen. Als seine Augen zunehmend schlechter wurden, zog er sich von der Professur zurück und überließ seinem Assistenten Archibald Barr die Professur.

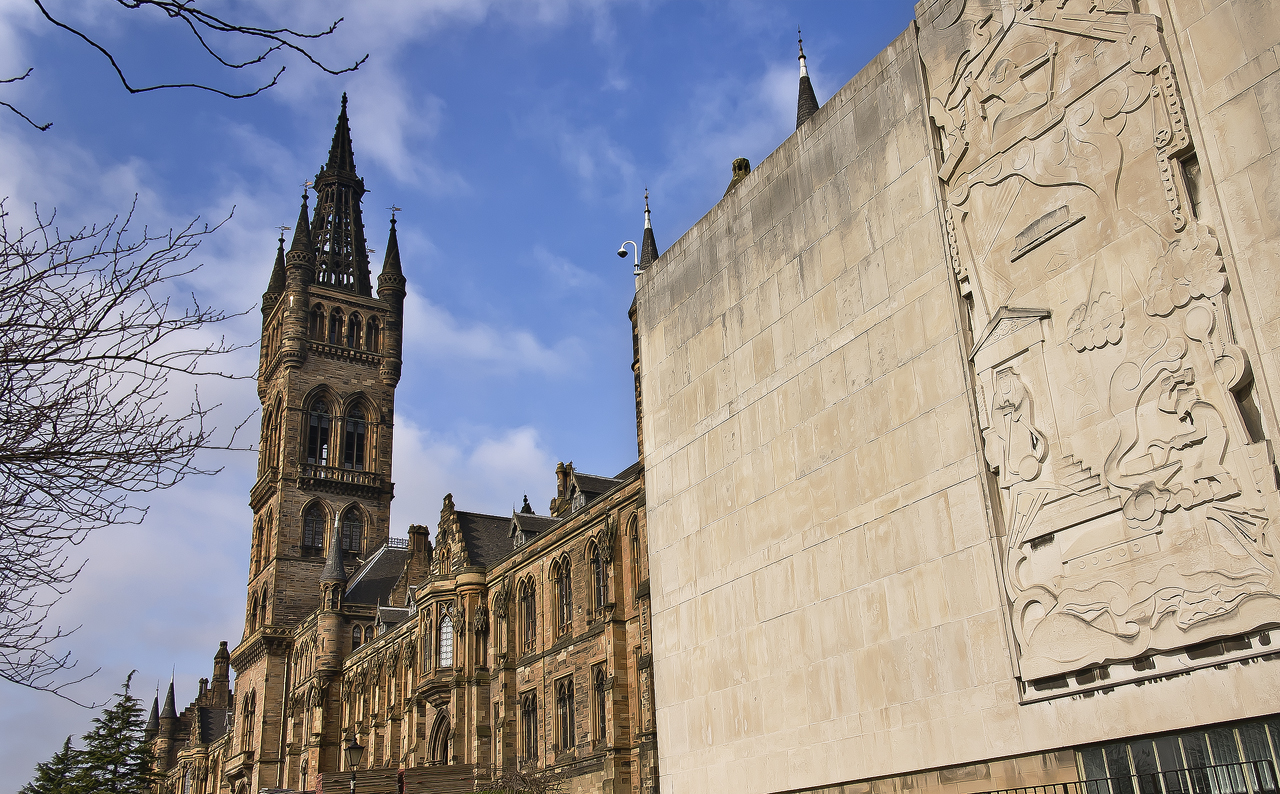
James-Watt-Engineering Building: Die von Barr und Cormack geschaffene „Heimat“ des amtierenden Regius Professors

Barr hatte in Glasgow studiert und wurde in jungen Jahren Assistent von James Thomson. Nach Lehraufenthalten in Yorkshire und an der University of Leeds kehrte er 1889 nach Glasgow zurück, um die Professur zu übernehmen. Zu diesem Zeitpunkt hatte Barr sich schon mit William Stroud, Professor in Leeds, zusammengetan und das Unternehmen Barr and Stroud gegründet. Er leitete dort auch weiterhin die Entwicklungsabteilung und zog sich, als das Geschäft seine Aufmerksamkeit zunehmend in Anspruch nahm, von der Professur zurück. Barr sammelte erfolgreich Gelder für das Institut. Unter seiner Führung vergrößerte sich der ingenieurwissenschaftliche Bereich der Universität von 39 auf über 200 Personen, und er errichtete 1901 das James Watt Engineering Building.

### Weltkriege und Nachkriegszeit
Auch Barr wurde von seinem Assistenten im Amt beerbt. John Dewar Cormack wurde mit hohen Ehren bedacht, beispielsweise der Mitgliedschaft in der Ehrenlegion. Auf Cormack folgte der in Manchester ausgebildete Gilbert Cook, der nach seiner Freiwilligenzeit in der Marinereserve am King’s College in London gelehrt hatte. Cook war Experte für Stahl und untersuchte das Verhalten des Materials unter Stress. Mit der Ernennung des am Imperial College ausgebildeten Bill Marshall wurde versucht, die ursprüngliche Bezeichnung der Professur auf Regius Professor of Civil Engineering zu verkürzen. Marshall untersuchte in seinen Forschungen Stahlbeton und betrieb Grundlagenforschung in diesem Bereich.
Auch Marshalls Nachfolger, Alexander Coull, war Bauingenieur und erforschte die Strukturen von Wolkenkratzern und Brücken. Er hatte an der University of Aberdeen studiert und kehrte nach einigen Jahren in der Industrie wieder nach Aberdeen zurück um sein Doktorstudium zu absolvieren. Nach Stationen an der University of Southampton und der University of Strathclyde wurde er schließlich zum Regius Professor in Glasgow ernannt.

### Postmoderne
Nach Coull folgte anders als bei vielen früheren Wechseln des Professors kein Schotte, sondern der aus Kroatien stammende und in Wales ausgebildete Nenad Bićanić 1994 in der Professur. Bićanić war Spezialist für die Finite-Elemente-Methode und die damit geschaffenen Möglichkeiten für erdbebensicheres Bauen und Hochbauten. Bićanić leitete später auch die School of Engineering (1997–2001). 2012 übernahm der Niederländer René de Borst das Amt und führt die Tradition weiter. Nach Borsts Weggang an die University of Sheffield, 2015, blieb der Lehrstuhl einige Jahre verwaist.
Mitte 2021 teilt die Universität mit, dass mit der Ultraschallexpertin Margaret Lucas zum ersten Mal eine Frau die Regius Professur übernehmen würde.

## Professoren
| Name                          | Namenszusatz                                                  | von  | bis  | Anmerkung |
| ----------------------------- | ------------------------------------------------------------- | ---- | ---- | --- |
| Lewis Gordon                  |                                                               | 1840 | 1855 | Gordon war ein praxisbezogener Mann, der nach einer für damalige Verhältnisse hervorragenden Ausbildung an der University of Edinburgh, der Königlich-Sächsischen Bergakademie zu Freiberg und der École polytechnique in Paris die Professur in Glasgow antrat. Seine theoretische Ausbildung hatte er durch intensive Reisetätigkeit zu Gruben, Verhüttungs- und Verarbeitungsbetrieben in ganz Europa praktisch untermauert. In Glasgow musste er den jungen Ingenieurwissenschaften erst einen Platz zwischen den etablierten Fachbereichen erkämpfen ohne zu sehr in die Fachbereiche seiner Kollegen, insbesondere der Mathematik und der Physik, einzudringen. Gleichzeitig engagierte er sich mit Jugendfreunden in der Industrie und wurde ein sehr erfolgreicher Geschäftsmann. Die Widerstände an der Universität verleideten ihm die Professur, so dass er diese 1855 nach dem Tod seines Vaters verließ, um sich voll seinen Unternehmungen widmen zu können. Das von ihm und seinen Kollegen entwickelte Unterseekabel machte ihn zu einem wohlhabenden Mann, der im gesamten Britischen Weltreich aktiv war. |
| William John Macquorn Rankine | F.R.S.E, F.R.S.                                               | 1855 | 1872 | Rankine hatte sich Meriten in der Industrie beim Bau von Eisenbahnlinien und Hafenanlagen verdient und Gordon assistiert. Sein Werk „Manuals“ über die angewandte Mechanik und das Bauingenieurwesen bildeten einen Markstein in der Ingenieurliteratur des 19. Jahrhunderts. Nach ihm wurde ein Mondkrater benannt. |
| James Thomson,                |                                                               | 1873 | 1889 | Der Ire Thomson war der ältere Bruder von William Thomson, bekannt als Lord Kelvin. In Belfast geboren, wuchs er in Glasgow auf, wo der Vater der Thomson-Brüder Mathematik an der Universität lehrte. James machte sich mit 20 Jahren selbständig, wurde 1855 mit 33 Jahren zum Professor an der Queen’s University Belfast berufen wo er blieb, bis ihm 1873 der Lehrstuhl in Glasgow angeboten wurde. Sein Spezialgebiet waren Turbinen und weitere ingenieurtechnische Behandlung von Wasser. Bei seinen Bemühungen wurde er auch von seinem Archibald Barr unterstützt, der ihm nach seinem Rückzug vom Lehrstuhl auf diesem folgte. |
| Archibald Barr                | Esq., B.Sc., C.E., D.Sc.; LL.D.                               | 1889 | 1912 | Barr hatte in Glasgow studiert und Thomson assistiert, bevor er 1884 an die spätere University of Leeds berufen wurde. Er folgte Thomson nach dessen Rückzug 1889 auf dem Lehrstuhl, hatte aber schon in Leeds mit William Stroud ein Unternehmen gegründet, das mit seinen optischen Geräten Maßstäbe setzen sollte. Er sammelte Gelder, um 1901 das James-Watt-Engineering-Building in Glasgow bauen zu lassen und konnte auch Gelder für die Einrichtung gewinnen. 1913 verließ er die Professur, um sich ganz seinem Unternehmen widmen zu können, dessen Instrumente im Ersten Weltkrieg tausendfach zum Einsatz kamen. |
| John Dewar Cormack            | D.Sc., M.Inst.C.E., M.I.Mech.E.                               | 1913 | 1935 | Cormack hatte in Glasgow studiert und dann am Yorkshire College als Dozent gearbeitet. Dann wechselte er als Assistent von Barr zurück nach Glasgow, dass er 1910 als Professor für Ingenieurwissenschaften am University College London verließ. Als sich Barr 1913 von der Professur zurückzog wurde Cormack auf den Lehrstuhl berufen. Im Ersten Weltkrieg stieg Cormack als Verantwortlicher für das Beschaffungswesen der Luftwaffe bis zum Generalsrang auf und wurde 1917 CMG und 1919 CBE ernannt. |
| Gilbert Cook                  | Esq., D.Sc., M.Inst.C.E., M.I.Mech.E.                         | 1936 | 1951 | Cook wechselte von der Professur für Bauingenieurwesen (Civil and Mechanical Engineering) des University College London in die Professur. |
| William Thomas Marshall       | Esq., B.Sc., A.C.G.I., D.I.C., Ph.D., M.I.C.E., M.I.Struct.E. | 1952 | 1975 | Marshall lehrte Ingenieurwissenschaften an der University of Aberdeen, bevor er nach Glasgow ging. Wie sein Vorgänger konzentrierte er sich auf das Bauingenieurwesen. |
| Alexander Coull               | Esq., B.Sc., Ph.D., FIStructE, F.I.C.E., F.R.S.E.             | 1977 | 1992 | Coull wurde der dritte Bauingenieur in Folge auf dem Lehrstuhl. Sein Spezialgebiet war der Hoch- und der Brückenbau. |
| Nenad Bićanić                 |                                                               | 1994 | 2010 | Der in Zagreb geborene Bauingenieur hatte in den Niederlanden Interesse an der damals neuartigen Finite-Elemente-Methode gefunden. Das Thema faszinierte ihn so sehr, dass er in Wales studierte und zum Fachmann wurde. Nach der Emeritierung in Glasgow lehrte er noch weiter an seiner heimatlichen Universität Rijeka, wo er bei der Einrichtung eines seismischen Forschungslabors half. |
| René de Borst                 |                                                               | 2012 | 2015 | Der Niederländer de Borst hatte schon an der TU Delft und der TU Eindhoven in verschiedenen Instituten und Positionen technische Mechanik, numerische Mechanik und verwandte Fächer gelehrt, als er auf die Regius Professur berufen wurde. Sein Spezialgebiet war die Entstehung und Ausbreitung von Rissen in technischen Gebilden. Er verließ Glasgow, um an der University of Sheffield eine Institutsleitung zu übernehmen. |
| vakant                        |                                                               | 2016 | 2020 | |
| Margaret Lucas                | BSc(Eng), Ph.D, FRSE                                          | 2021 |      | Die Schottin Lucas ist die erste Frau auf dem Lehrstuhl. Nach fünf Bauingenieuren auf dem Lehrstuhl vertritt Lucas eine völlig andere Richtung der Ingenieurwissenschaften: Die Ultraschalltechnik. Diese passt Lucas für die verschiedenste Zwecke an: Von medizinischen Anwendungen zum Durchbohren oder Zerteilen von hartem biologischen Gewebe, also Injektionen in Knochen oder das chirurgische Trennen von Knochen, über Anwendungen in der Lebensmitteltechnik, zum Desinfizieren von Bilgenwasser in Schiffen oder zum Zerkleinern von Marsgestein in Robotern der NASA. |